# Leïla Khaled
Pour les articles homonymes, voir Khaled.
Leïla Khaled (en arabe : ليلى خالد), née le 9 avril 1944 à Haïfa, est une résistante et militante palestinienne du Front populaire de libération de la Palestine (FPLP). Elle est actuellement membre du Conseil national palestinien.
Khaled s'est fait connaître en 1969 en devenant la première femme à participer à un détournement d'avion; l'année suivante elle en détournait un autre, également au nom du FPLP.

## Enfance
Leïla Khaled quitte Haïfa le 13 avril 1948 lors de l'exode palestinien de 1948, avec sa famille pour Tyr.
À l'âge de 15 ans, Leïla intègre le Mouvement nationaliste arabe (MNA) de Georges Habache et y rejoint son frère.
Après avoir été pensionnaire chez les évangéliques américains à Saïda et avoir obtenu son bac en 1962, elle s'inscrit à l'université américaine de Beyrouth. Manquant d'argent, elle arrête ses études et part enseigner au Koweït.
Fin 1968, le MNA devient le Front populaire de libération de la Palestine (FPLP).

## Actions terroristes
Début 1969, elle quitte son poste d'enseignante pour suivre un entraînement au terrorisme dans une base jordanienne du FPLP, organisation classée terroriste par l'Union européenne, les États-Unis, le Canada, l'Australie et Israël.
Le 29 août 1969, Leïla Khaled et Salim Issaoui détournent le vol 840 de la TWA assurant la liaison Los Angeles/Tel-Aviv. Montés à Rome pendant une escale, ils prennent le contrôle de l'avion un peu après le décollage et le contraignent à se rendre à Damas. Ils passent symboliquement au-dessus de Haïfa (ville natale de Khaled mais aussi de Issaoui) . À Damas, ils débarquent les 116 passagers et font sauter l'appareil.
Après avoir subi une opération de chirurgie esthétique qui lui modifie le visage, le 6 septembre 1970, Khaled, accompagnée de Patrick Arguello, un Américain sandiniste d'origine nicaraguayenne, ancien boursier Fulbright œuvrant pour le FPLP, tentent de détourner le vol 219 d'El Al d'Amsterdam vers New York. Deux autres terroristes sont interceptés par les services de sécurité avant leur embarquement. Lorsque l'avion se retrouve au-dessus de la côte britannique, Arguello se lève, prend en otage une hôtesse et exige d'entrer dans le cockpit. Mais le pilote réalise une manœuvre, fait plonger l'avion à une vitesse de 50 m par seconde pour déstabiliser le terroriste, qu'ensuite un agent de sécurité blesse mortellement ; quant à Khaled, elle affirme dans ses mémoires s'être « soudain trouvée assaillie par une meute de loups » et maîtrisée, mais l'agent de sécurité dit qu'on l'a retrouvée évanouie après le plongeon et rapidement arrêtée. Le pilote change de direction et se dirige vers l'aéroport de Londres Heathrow, où Khaled est remise à la police britannique. Elle est libérée le 1er octobre 1970 en échange des otages des détournements. 
Cette opération faisait partie d'une série de détournements presque simultanés effectués par le FPLP, connus le nom de Dawson's Field hijackings. 
En juin 1971, elle planifie l'attaque par un commando du FPLP contre un pétrolier en mer Rouge.

## Depuis 1972
Leïla Khaled a indiqué dans les entrevues qu'elle a développé un penchant pour la Grande-Bretagne lors de son premier séjour en prison. Elle a également développé des relations amicales avec les deux policières affectées pour la garder et plus tard a correspondu avec elles. Khaled a continué à retourner en Grande-Bretagne pour discuter jusqu'en 2002, date à laquelle sa demande de visa fut refusée par l'ambassade britannique alors qu'elle souhaitait se rendre à une réunion à Belfast.
Khaled a déclaré qu'elle ne croit pas au processus de paix avec Israël. Selon elle : « Ce n'est pas un processus de paix. C'est un processus politique où l'équilibre des forces est pour les Israéliens et pas pour nous. Ils ont toutes les cartes en mains et les Palestiniens n'ont rien ».
En 2016, Leila Khaled déclare en Allemagne qu’il n’y aura de négociations qu’avec des couteaux et des armes.
Elle est aujourd'hui membre du Conseil national palestinien (CNP) et de l'Union générale des femmes palestiniennes.
En novembre 2017, Khaled est refoulée à l'aéroport de Rome, en Italie, et forcée de retourner à Amman, en Jordanie, car elle est membre d'un groupe considéré comme une organisation terroriste par le gouvernement italien.